# Kaluha, Bereznehuvate
Kaluha (în ucraineană Калуга) este localitatea de reședință a comunei Kaluha din raionul Bereznehuvate, regiunea Mîkolaiiv, Ucraina.

## Demografie
Componența lingvistică a localității Kaluha
     Ucraineană (96,52%)
     Română (1,37%)
     Rusă (1,05%)
Conform recensământului din 2001, majoritatea populației localității Kaluha era vorbitoare de ucraineană (96,52%), existând în minoritate și vorbitori de română (1,37%), rusă (1,05%) și armeană (1,05%).